# Deroceras turcicum
Deroceras turcicum is een slakkensoort uit de familie van de Agriolimacidae. De wetenschappelijke naam van de soort is voor het eerst geldig gepubliceerd in 1894 door Simroth.